# Hrvatsko Selo (Beč)
Hrvatsko Selo (nje. Crabatendörrfel/Krowotendörfel) je bila seoska naseobina Hrvata u Austriji. Nalazilo se je na području nekadašnjega bečkog predgrađa Spittelberga (Spitaljbrega), danas VII. Bečkog okruga (Bezirk).
Zabilježeno je da je postojalo još 1609. godine. Iz tog vremena datira jedno umjetničko djelo koje je dokumentiralo postojanje ovog sela. To umjetničko djelo je bakrorez Vogelschau. Urezao ga je flamanski umjetnik Jakob Hoefnagel iz Antwerpena koji je bio dvorski slikar austrijskog cara Rudolfa II. Rečeno djelo prikazuje Beč iz ptičje perspektive. Ovdašnji Hrvati su po svoj prilici dovedeni u taj kraj za prve opsade Beča, a vjerojatno su potjecali s Moravskog polja. Pripadaju skupini gradišćanskih Hrvata i to podskupini Hrvata s Moravskog polja.
U podnožju ovog sela svoje je dvore imao hrvatski general Isolani, a ondje se je nalazila župna crkva svetoga Ulrika i palača Ugarske garde. U selu se je nalazio trojstveni stup (pilj), carske staje (danas Museumsquartier)
Samo Hrvatsko Selo je bilo razoreno tijekom druge osmanske opsade Beča 1683. godine. Samo se selo u izvorima prvi put spominje baš te 1683. godine u planovima obrane Beča autora Anguissole i Camucia. Ipak, bečki su Hrvati svoj gradišćanskohrvatski govor sačuvali do danas. 